# Can Palomer
Can Palomer és una obra del municipi de Vallgorguina (Vallès Oriental) inclosa en l'Inventari del Patrimoni Arquitectònic de Catalunya.

## Descripció
Es tracta d'un edifici de gran format per dos cossos en forma de L. Compost de planta baixa, un pis i unes golfes. L'altra cos només té planta baixa i un pis que és una galeria amb arcs apuntats. La coberta és a dues vessants. Una façana està composta d'obertures rectangulars i quadrades i l'altra per obertures amb forma d'arcs apuntats. Hi ha un petit edifici al costat. A l'interior s'obre un pati.

## Història
Segons indica la placa col·locada en una de les façanes, aquest edifici fou construït en temps de Martin Pujol i Palomer, l'any 1877: "Hecho en los días de Martin Pujol y Palomer, año 1877".
Actualment aquest gran edifici es troba deshabitat i quasi tot en ruïnes, durant un temps fou el corral d'un ramat de bens.